# 費米氣體

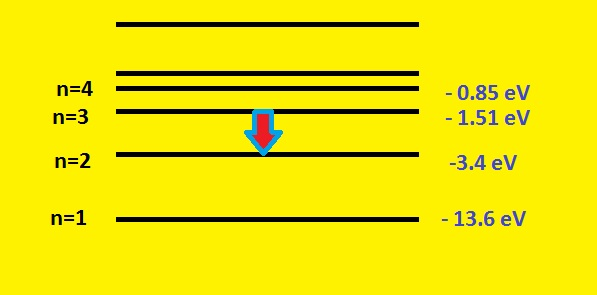
气体共振图谱

在物理学中，費米氣體（Fermi gas），又稱為自由电子氣體（free electron gas）、费米原子气体，是一个量子统计力学中的理想模型，指的是一群不相互作用的費米子。
費米氣體是理想氣體的量子力學版本。在金屬內的電子、在半導體內的電子或在中子星裏的中子，都可以被視為近似於費米氣體。處於熱力平衡的費米氣體裏，費米子的能量分布，是由它們的數目密度（number density）、溫度、與尚存在能量量子態集合，依照費米-狄拉克統計的方程式而表徵。泡利不相容原理闡明，不允許兩個或兩個以上的費米子佔用同一个量子態。因此，在絕對零度，費米氣體的總能量大於費米子數量與單獨粒子基態能量的乘積，並且，費米氣體的壓力，稱為「簡併壓力」，不等於零。這與經典理想氣體的現象有很明顯的不同。簡併壓力使得中子星或白矮星能夠抵抗萬有引力的壓縮，因而得到穩定平衡，不致向內爆塌。
在低温下，玻色原子气体可以形成玻色-爱因斯坦凝聚（Bose-Einstein condensation, BEC），这是由爱因斯坦在1925年的理论而预言的。费米子由于泡利不相容原理，不能形成BEC。但可通过Feshbach共振，利用磁场调节费米原子间的相互作用，使费米子配对转变成玻色型粒子而形成BEC。
由於前述定義忽略了粒子與粒子之間的相互作用，費米氣體問題約化為研究一群獨立的費米子的物理行為的問題。這問題本身相當容易解析。一些更深奧，更進階，更精密的理論，牽涉到粒子與粒子之間的互相作用的理論（像費米液體理論或相互作用的微擾理論），時常會以費米氣體問題為研究的開端。

## 參閱
- 費米能
- 盒中氣體
- 玻色氣體
- 全同粒子